# Jean-Baptiste Henri Durand-Brager
Jean-Baptiste Henri Durand-Brager (21. května 1814 Dol-de-Bretagne – 25. dubna 1879 Paříž) byl francouzský malíř, známý svými obrazy s námořní tematikou a díly s orientalistickými náměty.

## Život a dílo
Narodil se v Dol-de-Bretagne v roce 1814, v mládí studoval malířství u Théodora Gudina a Eugèna Isabeyho.
Sloužil jako důstojník u námořnictva a dosáhl hodnosti kapitána. V roce 1840 se účastnil převezení Napoleonových ostatků ze Svaté Heleny, a ostrov mu byl inspirací pro některá z jeho děl. Většinu svého života strávil na cestách; navštívil Buenos Aires, jako člen posádky francouzské válečné lodi v letech 1841–1842 i Uruguay a Brazílii; účastnil se výpravy do Tangeru, Mogadoru a na Madagaskar.
V 50. letech 19. století byl za války s Ruskem na Krymu, kde se kromě malování obrazů věnoval také fotografování. Byl jedním z asi patnácti fotografů, kteří pořizovali snímky vojáků, kasáren, táborového života a bojiště a jako první zaznamenali velký válečný konflikt na fotografii. Durand-Brager poté odcestoval do Istanbulu, kde fotografoval okolí města, památky a místní obyvatele.
Byl všestranným malířem a tvořil obrazy znázorňující námořní témata (včetně bitev), každodenní život, krajinomalby a díla s orientalistickými náměty. Jeho kresby sloužily i jako ilustrace ve francouzském časopisu Le Tour du monde. Několik jeho děl je vystaveno ve Versailles.

## Galerie
- Tancrède a Dupleix ostřelují Šimonoseki, červenec 1863
- Výhled na Buenos Aires
- Námořní bitva u marockého pobřeží mezi dvěma marockými brigami a francouzskou korvetou během bombardování Mogadoru francouzskou eskadrou v roce 1844
- Lodě při západu slunce
- Anglický trojstěžník v bouři